# Diócesis de Indore
La diócesis de Indore (en latín: Dioecesis Indorensis y en inglés: Roman Catholic Diocese of Indore) es una circunscripción eclesiástica de la Iglesia católica en India. Se trata de una diócesis latina, sufragánea de la arquidiócesis de Bhopal. Desde el 24 de octubre de 2008 su obispo es Chacko Thottumarickal, de los Misioneros del Verbo Divino.

## Territorio y organización
La diócesis tiene 10 073 km² y extiende su jurisdicción sobre los fieles católicos de rito latino residentes en 3 distritos del estado de Madhya Pradesh: Indore, Dewas y Dhar (excepto el tehsil de Sardarpur).
La sede de la diócesis se encuentra en la ciudad de Indore, en donde se halla la Catedral de San Francisco de Asís.
En 2021 en la diócesis existían 25 parroquias.

## Historia
La misión sui iuris de Indore fue erigida el 3 de marzo de 1931, obteniendo el territorio de las diócesis de Ajmer, Allahabad y Nagpur (hoy arquidiócesis de Nagpur).
El 11 de marzo de 1935 la misión sui iuris fue elevada a prefectura apostólica con la bula Salutis animarum del papa Pío XI, sufragánea de la arquidiócesis de Agra.
El 15 de mayo de 1952 fue elevada al rango de diócesis con la bula Quae christianum nomen del papa Pío XII.
Posteriormente cedió en reiteradas ocasiones porciones de su territorio para la erección de nuevos distritos eclesiásticos:
- la arquidiócesis de Bhopal, de la que simultáneamente se convirtió en sufragánea, el 13 de septiembre de 1963 con la bula Qui divino consilio del papa Pablo VI;[3]
- el exarcado apostólico de Ujjain (hoy eparquía de Ujjain) el 29 de julio de 1968 mediante la bula Apostolicum munus del papa Pablo VI;[4]
- la diócesis de Khandwa el 3 de febrero de 1977 mediante la bula Apostolico officio del papa Pablo VI;[5]
- la diócesis de Jhabua el 25 de marzo de 2002 con la bula Ecclesiae universae del papa Juan Pablo II.[6]

El 11 de marzo de 1981 incorporó el distrito de Mandsaur, que pertenecía a la diócesis de Ajmer y Jaipur (hoy dividida en la diócesis de Ajmer y la diócesis de Jaipur).

## Estadísticas
Según el Anuario Pontificio 2022 la diócesis tenía a fines de 2021 un total de 17 400 fieles bautizados.
| Año                                                                             | Población            | Población | Población      | Sacerdotes | Sacerdotes    | Sacerdotes    | Bautizados por sacerdote | Diáconos permanentes | Religiosos | Religiosos | Parroquias |
| Año                                                                             | Bautizados católicos | Total     | % de católicos | Total      | Clero secular | Clero regular | Bautizados por sacerdote | Diáconos permanentes | Varones    | Mujeres    | Parroquias |
| ------------------------------------------------------------------------------- | -------------------- | --------- | -------------- | ---------- | ------------- | ------------- | ------------------------ | -------------------- | ---------- | ---------- | ---------- |
| 1950                                                                            | 16 585               | 6 000     | 0.3            | 34         | 3             | 31            | 487                      |                      |            | 77         | 5          |
| 1970                                                                            | 27 656               | 5 400 000 | 0.5            | 61         | 20            | 41            | 453                      |                      | 70         | 166        | 26         |
| 1980                                                                            | 13 462               | 4 481 000 | 0.3            | 47         | 17            | 30            | 286                      |                      | 57         | 137        | 4          |
| 1990                                                                            | 17 267               | 6 647 000 | 0.3            | 80         | 33            | 47            | 215                      |                      | 135        | 337        | 7          |
| 1999                                                                            | 37 896               | 8 519 538 | 0.4            | 110        | 49            | 61            | 344                      |                      | 103        | 364        | 45         |
| 2000                                                                            | 38 341               | 8 719 538 | 0.4            | 107        | 48            | 59            | 358                      |                      | 112        | 378        | 45         |
| 2001                                                                            | 44 673               | 9 114 915 | 0.5            | 107        | 46            | 61            | 417                      |                      | 108        | 371        | 45         |
| 2002                                                                            | 19 206               | 4 496 287 | 0.4            | 71         | 27            | 44            | 270                      |                      | 92         | 233        | 21         |
| 2003                                                                            | 19 206               | 4 496 287 | 0.4            | 67         | 22            | 45            | 286                      |                      | 64         | 230        | 21         |
| 2004                                                                            | 19 206               | 4 496 287 | 0.4            | 73         | 22            | 51            | 263                      |                      | 69         | 308        | 21         |
| 2006                                                                            | 35 674               | 4 514 518 | 0.8            | 76         | 25            | 51            | 469                      |                      | 69         | 308        | 21         |
| 2013                                                                            | 19 934               | 6 888 000 | 0.3            | 83         | 30            | 53            | 240                      |                      | 70         | 420        | 25         |
| 2016                                                                            | 19 991               | 7 160 000 | 0.3            | 85         | 38            | 47            | 235                      |                      | 62         | 440        | 25         |
| 2019                                                                            | 16 986               | 7 350 000 | 0.2            | 118        | 45            | 73            | 143                      |                      | 145        | 441        | 25         |
| 2021                                                                            | 17 400               | 7 509 690 | 0.2            | 119        | 43            | 76            | 146                      |                      | 142        | 460        | 25         |
| Fuente: Catholic-Hierarchy, que a su vez toma los datos del Anuario Pontificio. |                      |           |                |            |               |               |                          |                      |            |            |            |

## Episcopologio
- Peter Janser, S.V.D. † (3 de marzo de 1931-1947 renunció)
- Hermann Westermann, S.V.D. † (20 de marzo de 1948-14 de junio de 1951 nombrado obispo de Sambalpur)
- Frans Simons, S.V.D. † (15 de mayo de 1952-26 de junio de 1971 renunció)
- George Marian Anathil, S.V.D. † (18 de diciembre de 1972-24 de octubre de 2008 renunció)
- Chacko Thottumarickal, S.V.D., desde el 24 de octubre de 2008